# (4434) Nikulin
(4434) Nikulin ist ein Hauptgürtelasteroid, der am 8. September 1981 von Ljudmyla Schurawlowa vom Krim-Observatorium aus entdeckt wurde.
Der Asteroid wurde nach dem russischen Zirkusartisten Juri Wladimirowitsch Nikulin benannt.